# ストローク符号
ストロークは、ダイアクリティカルマーク（発音区別符号）の一種で、文字を横切る斜線ないし横棒である。

## 概要
Unicode の文字名称では、さまざまな長さや方向の線をもつ字がいずれも「WITH STROKE」（ストローク付き）とされている。ただし、ストロークを除いた部分が同じで、線の向きや横切る位置によって区別されるふたつの文字は、どちらかにストロークとは異なる名前が付けられる。例えば、ł の名称は L WITH STROKE、ƚ は L WITH BAR となっている。また、ø の名称は O WITH STROKE、ɵ の名称は BARRED O である。
Đ (U+0110、đ の大文字)、Ð (U+00D0、ðの大文字)、Ɖ (U+0189、ɖ の大文字) の3つは見た目の区別がつかない。Unicode の文字名称では最初のひとつ以外「ストローク」を含んでいない。JIS X 0213 には ð の大文字のみが存在する。
ストロークの用途はさまざまである。歴史的には省略表記 (英語版記事) にストロークに似た多様な記号がつけられることがあった。￡ など、通貨記号にもしばしばストロークがつく。数字のゼロ（0）にストロークを加えてオーと区別しやすくすることも行われる（斜線付きゼロ）。

## よく似た記号
単独の斜線については「スラッシュ (記号)」を参照。
⌀ (U+2200)は直径、∅ (U+2205)は空集合を表す記号である。
ℏ (U+210F)はディラック定数(換算したプランク定数)を表す記号である。
国際音声記号で軟口蓋化した側面音を表す /ɫ/ についているのはチルダであって、ストロークではない。
Ø ø と国際音声記号の ɸ またはギリシャ文字の Φ φ と Θ θ はしばしば混同される。
キリル文字の Ѳ ѳ (U+0472, U+0473) は、Ө ө (U+04E8, U+04E9) とは異なる。

## 各言語における用法

### ラテン・アルファベット
デンマーク語、ノルウェー語、南部サーミ語
ø を用いる。/ø/ を表す。
アイスランド語
ð を用いる。/ð/ を表す。
フェロー語
ð, ø を用いる。
北部サーミ語
ŧ, đ を用いる。それぞれ /θ/, /ð/ を表す。
スコルト・サーミ語
đ, ǥ を用いる。それぞれ /ð/, /ɣ/ を表す。
ポーランド語、ソルブ語
ł を用いる。/w/ を表す。ポーランド語で ł の斜線は、ć ń ó ś ź の上のアキュート・アクセントとともにクレスカ（kreska）と呼ばれる。
セルビア・クロアチア語
đ を用いる。口蓋化した /dʑ/ を表す。
マルタ語
ħ, għ を用いる。前者は咽頭摩擦音 /ħ/ を、後者は母音の咽頭化を表す。
ベトナム語
đ を用いる。/d/ を表す。
サーニッチ語
Ⱥ, Ȼ, ₭, Ƚ, Ⱦ, Ŧ を用いる。なおサーニッチ語では小文字は使用しない。

### キリル・アルファベット
ө がモンゴル語や多くのチュルク語で使用されている。円唇中舌半狭母音 /ө/ を表す。
セルビア・クロアチア語のキリル文字表記では、ђ, ћ が使われ、それぞれ /dʑ/, /tɕ/ を表す。また、現在の正書法で採用しているところはないが、古いキリル文字には ѣ という字があった。キルディン・サーミ語にはよく似た ҍ が口蓋化を表すのに使われている。これらの文字について、Unicode の文字名称では STROKE という言葉を使っていない。
それ以外のストロークつき文字を使っている言語は以下のものがある。
アブハズ語
ҟ を用いる。/q'/ を表す。
アゼルバイジャン語 (キリル文字旧正書法)
ғ, ҝ, ө, ҹ を用いて、それぞれ /ʁ/, /ɟ/, /ө/, /dʒ/ を表していた。
カザフ語
ғ, ұ を用いる。それぞれ、/ʁ/, /ʊ/ を表す。
タジク語、バシキール語
ғ を用いる。/ʁ/ を表す。
ハンティ語
ө, ӫ を用いる。
ニヴフ語
ӿ を用いる。

## 音声記号
国際音声記号では、単独の補助記号としてはストローク記号は存在しない。ストロークを含む文字には、中舌の /ɨ/, /ʉ/, /ɵ/ のほか、ø, ð, ɟ, ħ, ʡ, ʢ, ʄ などがある。
正式な用法ではないが、しばしば摩擦音の /β/, /ð/, /ɣ/ のかわりに、対応する破裂音の字に横棒や斜線を加えて表すことがある。スペイン語の発音を表すときにしばしば見られる。

## 符号位置
| 記号 | Unicode | JIS X 0213 | 文字参照       | 名称                            |
| ---- | ------- | ---------- | -------------- | ------------------------------- |
| ̵     | U+0335  | -          | &#x335; &#821; | COMBINING SHORT STROKE OVERLAY  |
| ̶     | U+0336  | -          | &#x336; &#822; | COMBINING LONG STROKE OVERLAY   |
| ̷     | U+0337  | -          | &#x337; &#823; | COMBINING SHORT SOLIDUS OVERLAY |
| ̸     | U+0338  | -          | &#x338; &#824; | COMBINING LONG SOLIDUS OVERLAY  |

| 大文字 | Unicode | JIS X 0213 | 文字参照               | 小文字 | Unicode | JIS X 0213 | 文字参照               | 備考                                                                 |
| ------ | ------- | ---------- | ---------------------- | ------ | ------- | ---------- | ---------------------- | -------------------------------------------------------------------- |
| Ⱥ      | U+023A  | -          | &#x23A; &#570;         | ⱥ      | U+2C65  | -          | &#x2C65; &#11365;      | サーニッチ語                                                         |
| Ƀ      | U+0243  | -          | &#x243; &#579;         | ƀ      | U+0180  | -          | &#x180; &#384;         | ジャライ語、カテュ語                                                 |
| Ȼ      | U+023B  | -          | &#x23B; &#571;         | ȼ      | U+023C  | -          | &#x23C; &#572;         | サーニッチ語                                                         |
| Đ      | U+0110  | -          | &#x110; &#272;         | đ      | U+0111  | 1-10-48    | &#x111; &#273;         | セルビア・クロアチア語、北部サーミ語、スコルト・サーミ語、ベトナム語 |
| Ð      | U+00D0  | 1-9-39     | &ETH; &#xD0; &#208;    | ð      | U+00F0  | 1-9-70     | &eth; &#xF0; &#240;    | アイスランド語、フェロー語、古英語                                   |
| Ɖ      | U+0189  | -          | &#x189; &#393;         | ɖ      | U+0256  | 1-10-78    | &#x256; &#598;         | エウェ語                                                             |
| Ɇ      | U+0246  | -          | &#x246; &#582;         | ɇ      | U+0247  | -          | &#x247; &#583;         |                                                                      |
| Ǥ      | U+01E4  | -          | &#x1E4; &#484;         | ǥ      | U+01E5  | -          | &#x1E5; &#485;         | スコルト・サーミ語                                                   |
| Ħ      | U+0126  | -          | &#x126; &#294;         | ħ      | U+0127  | 1-10-93    | &#x127; &#295;         | マルタ語                                                             |
| Ɨ      | U+0197  | -          | &#x197; &#407;         | ɨ      | U+0268  | 1-11-12    | &#x268; &#616;         | 国際音声記号                                                         |
| Ɉ      | U+0248  | -          | &#x248; &#584;         | ɉ      | U+0249  | -          | &#x249; &#585;         |                                                                      |
| Ł      | U+0141  | 1-10-3     | &#x141; &#321;         | ł      | U+0142  | 1-10-14    | &#x142; &#322;         | ポーランド語、ソルブ語                                               |
| Ƚ      | U+023D  | -          | &#x23D; &#573;         | ƚ      | U+019A  | -          | &#x19A; &#410;         | サーニッチ語                                                         |
| Ø      | U+00D8  | 1-9-46     | &Oslash; &#xD8; &#216; | ø      | U+00F8  | 1-9-77     | &oslash; &#xF8; &#248; | デンマーク語、ノルウェー語、フェロー語、南サーミ語                   |
| Ɵ      | U+019F  | -          | &#x19F; &#415;         | ɵ      | U+0275  | 1-11-15    | &#x275; &#629;         | アゼルバイジャン語旧正書法（今はö）                                  |
| Ᵽ      | U+2C63  | -          | &#x2C63; &#11363;      | ᵽ      | U+1D7D  | -          | &#x1D7D; &#7549;       |                                                                      |
| Ɍ      | U+024C  | -          | &#x24C; &#588;         | ɍ      | U+024D  | -          | &#x24D; &#589;         |                                                                      |
| Ŧ      | U+0166  | -          | &#x166; &#358;         | ŧ      | U+0167  | -          | &#x167; &#359;         | 北部サーミ語、サーニッチ語                                           |
| Ⱦ      | U+023E  | -          | &#x23E; &#574;         | ⱦ      | U+2C66  | -          | &#x2C66; &#11366;      | サーニッチ語                                                         |
| Ʉ      | U+0244  | -          | &#x244; &#580;         | ʉ      | U+0289  | 1-11-13    | &#x289; &#649;         | 国際音声記号                                                         |
| Ɏ      | U+024E  | -          | &#x24E; &#590;         | ɏ      | U+024F  | -          | &#x24F; &#591;         |                                                                      |
| Ƶ      | U+01B5  | -          | &#x1B5; &#437;         | ƶ      | U+01B6  | -          | &#x1B6; &#438;         | アゼルバイジャン語旧正書法（今はj）                                  |